# Моймешть
Моймешть, Моймешті (рум. Moimești) — село у повіті Ясси в Румунії. Входить до складу комуни Попрікань.
Село розташоване на відстані 334 км на північ від Бухареста, 14 км на північний захід від Ясс.

## Населення
За даними перепису населення 2002 року у селі проживали 449 осіб, усі — румуни. Усі жителі села рідною мовою назвали румунську.